# 키라 더트
카이라 더트(Kyra Dutt, 1991년 3월 12일 ~ )는 인도의 배우, 모델이다.